# Ramon Aquino

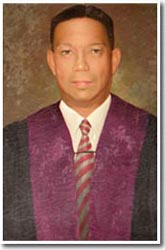
Ramon Aquino

 Ramon C. Aquino (31 augustus 1917 - 31 maart 1993) was een Filipijnse rechter en de 15e Opperrechter van het Filipijnse hooggerechtshof. Aquino werd op 20 november 1985 aangesteld door president Ferdinand Marcos en trad op verzoek van de regering van Corazon Aquino af op 6 maart 1986. Daarmee is Aquino een van de weinige opperrechters die al voor de verplichte pensioenleeftijd van 70 jaar afgetreden is. Aquino was reeds sinds 29 oktober 1973 rechter van het Filipijnse hooggerechtshof. Hij werd opgevolgd door Claudio Teehankee Sr..